# Bart wird ein Genie
Bart wird ein Genie (englischer Originaltitel: Bart the Genius) ist die zweite Folge der ersten Staffel der US-amerikanischen Zeichentrickserie Die Simpsons.

## Handlung
Die Simpsons spielen zusammen eine Runde Scrabble, um Bart für den Test vorzubereiten, den er am nächsten Tag in der von ihm besuchten Grundschule schreiben muss. Jener nimmt das Spiel jedoch nicht ernst und erfindet das Wort „Kwyjibo“ mit der Definition: „Ein dicker, fetter, blöder, nordamerikanischer Affe, der die Haare verliert.“ Homer, der begriffen hat, dass Bart damit eigentlich ihn beschreibt und somit beleidigt, wird wütend und jagt diesen im Haus herum, was Marge dazu veranlasst, noch den Anhang „...und schnell die Geduld.“ zur Worterklärung hinzuzufügen.
Am nächsten Tag sprüht Bart ein karikierendes Bild von Direktor Skinner an die Wand in der Schule, weswegen Skinner mit Barts Eltern ein Gespräch über ihn führt. Bart versucht sich nun an dem Test, erachtet diesen aber als zu schwierig. Während seine Lehrerin Mrs. Krabappel abgelenkt ist, tauscht er deswegen seinen Test mit dem des Klassenbesten Martin Prince. Als seine Eltern von dem Treffen mit Skinner zurückkehren, werden sie darüber informiert, dass die Ergebnisse des Testes zeigen würden, Bart wäre mit einem IQ von 216 ein Genie. Der Schulpsychologe Dr. J. Loren Pryor ordnet an, Bart auf eine Schule für Hochbegabte zu schicken.
Homer ist sehr stolz auf seinen Jungen und ermutigt ihn, sich in seiner neuen Klasse anzustrengen. Jedoch ist Bart nicht imstande, dem in seiner neuen Schule durchgenommenen Stoff zu folgen. Auch übertreffen ihn seine Klassenkameraden in Intelligenz mit Leichtigkeit. Als diese das gemerkt haben, fangen sie an, ihn auszutricksen und ihm so sein Mittagessen wegzunehmen. Als Bart mit seinen Freunden aus seiner ehemaligen Schule etwas unternehmen will, verweigern sie ihm ihre Gesellschaft und verspotten ihn wegen seiner hohen Intelligenz. Zu Hause besteht Marge darauf, dass die Familie die Oper besucht, um Barts Intelligenz noch weiter zu fördern. Bart, der sich im Opernhaus langweilt, macht sich lustig über die Oper, was Homer und Lisa zum Lachen bringt, Marge aber verärgert.
Am nächsten Tag in der Schule explodiert Barts Chemieexperiment, was zu einem zweiten Treffen mit Dr. Pryor führt. Bart erzählt ihm, er würde wieder auf seine alte Schule gehen wollen. Dr. Pryor lässt ihn einen Brief schreiben, in welchem Bart zugibt, beim Test betrogen zu haben, woraufhin er wieder in seine alte Klasse geschickt wird. In der Nacht gesteht Bart auch Homer, dass er eigentlich nie hochbegabt war, fügt aber hinzu, dass er hofft, in der Zukunft trotzdem noch so gut mit seinem Vater auszukommen. Homer erzürnt sich aber und jagt Bart wie bereits zu Beginn der Episode durch das Haus.

## Produktion
In den der Episoden-DVD beigefügten Kommentaren wird zur Produktion wie folgt ausgeführt:
Das Konzept für die Episode kam von dem Drehbuchautor John Vitti, der eine lange Liste mit schlimmen, von Bart begehbaren Taten und ihren Auswirkungen verfasste. Die einzige Idee, die sich zu einem interessanten Episodenkonzept entwickelte, war, Bart bei einem IQ-Test betrügen zu lassen. Diese Idee basiert auf einem Geschehnis aus Vittis Kindheit, als einige seiner Klassenkameraden einen Intelligenztest nicht ernst nahmen und an den daraus resultierenden Folgen leiden mussten. Weil Bart bereits offensichtlich unintelligent war, kehrte Vitti dieses Problem für die Episode um. Vitti benutzte alle seine Erinnerungen aus der Grundschule und entwarf ein Drehbuch mit 71 Seiten, was die geforderte Länge von 45 Seiten übertraf. Es war Vittis erstes Drehbuch für ein 30-minütiges Fernsehprogramm. Barts Gebrauch des Zitates „Friss meine Shorts“ war dazu da, um zu zeigen, dass jener eben solche Zitate, die er im Fernsehen hört, im Sprachgebrauch verwendet; das Kreativ-Team verbot Vitti, einen Original-Spruch zu verwenden. Die Szene, in der die Familie Scrabble spielt, wurde von dem im Jahre 1985 veröffentlichten Cartoon The Big Snit inspiriert.
Der Regisseur David Silverman hatte Schwierigkeiten mit der Entwicklung eines lesbaren Scrabble-Brettes für die Anfangsszene, das den Eindruck erwecken sollte, dass die Simpsons nur sehr simple Worte im Spiel legen konnten.
Der Stil der Szene, in der Barts Mathe-Problem visualisiert wurde, wurde von der Kunst Saul Steinbergs inspiriert. Die zunehmende Anzahl an auftretenden Zahlen in der Szene stammt von Silvermanns Gebrauch der gleichen Technik beim Entwickeln der Bühnenbilder für das Stück The Adding Machine.
Jede vorgekommene Szene in der Episode war genau ein Einzelbild kürzer als die Vorhergegangene.
Die Szene, in der Bart den Brief schreibt, und die als eine besonders lange Einstellung gedreht wurde, wurde in den USA von Dan Haskett animiert.
Es gab einige Probleme mit der vollendeten Animation der Episode: Die Banane in der Anfangsszene wurde falsch koloriert, weil die koreanischen Zeichner diese Frucht nicht kannten. Die finale Badewannenszene erwies sich als besonders problematisch, zum Großteil wegen der Lippensynchronisation. Die ausgestrahlte Version der Episode war die beste aus verschiedenen Versuchen.
Diese Episode war die Erste, in der das komplette Intro einschließlich Tafel- und Couchgag vorkam. Matt Groening entwickelte das in der vollen Version lange Intro mit der Absicht, es so kurz wie für die jeweilige Episode nötig zu schneiden, aber diese zwei ständig neuen Gags als Ausgleich für das jede Woche wiederholte Material zu benutzen. Groening, der seit seiner Kindheit dem Fernsehen nicht viel Beachtung schenkte, wusste nicht, dass so lange Intros zu der Zeit selten waren. Weil die fertige Episode länger wurde als geplant und das Produktionsteam zögerte, die eigentliche Episode zu kürzen, um das ganze Intro senden zu können, wurden kürzere Versionen des Intros entwickelt.
In der Folge kamen die Charaktere Martin Prince und seine Eltern, Richard, Melissa, Mrs. Krabappel, Dr. J. Loren Pryor und Krusty der Clown (auf einer Cornflakespackung abgebildet) das erste Mal vor.

## Rezeption
In einem Interview aus dem Jahre 1991 bezeichnet Vitti diese Folge als die Beste, die er zu diesem Zeitpunkt geschrieben hat. James L. Brooks bezeichnete die Episode auch als eine seiner Lieblingsfolgen mit der Begründung: „Wir haben Dinge mit der Animation getan, die, als es passierte, Türen für uns geöffnet haben.“
Die Show erhielt Briefe von Zuschauern, die sich darüber beschwerten, dass das Wegwerfen eines Comics ein Vorfall von Zensur sei. Warren Martyn und Adrian Wood, die Autoren des Buches I Can't Believe It's a Bigger and Better Updated Unofficial Simpsons Guide lobten die Folge stark, indem sie sie „hervorragend geschrieben und inszeniert, oft ein wörtlicher Blick auf Erziehung aus Kinderaugen“ und „ordnungsgemäß ein Klassiker“ nannten. Sie fuhren fort mit: „Diese 20 Minuten zementieren Barts Position als eine kulturelle Ikone und ein Held für alle Versager und leisteten nebenbei ein paar Sticheleien auf Hothouse-Schulen. Besonders erwähnenswert ist die Sequenz, in der Bart sein Matheproblem visualisiert, deren Anschauen ein notwendiger Teil der Lehrerausbildung sein sollte.“
Barts Zitat „Tust du es, ist es schlecht, lässt du es, dann erst recht.“ ist Teil des Liedes Deep, Deep Trouble.
Bei der ersten Ausstrahlung in den USA erreichte diese Episode die 47. höchsten Einschaltquoten der Woche vom 8. bis zum 14. Januar 1990 mit einem Nielsen Rating von 12,7 und die zweithöchsten Einschaltquoten auf Fox.
David L. Smith aus New Jersey, Programmierer des 1999 erstmals aufgetretenen Computervirus Melissa, hinterließ im Code sein Pseudonym Kwyjibo sowie weitere Zitate als Referenz auf die Episode. Das Wort Kwyjibo diente als Name des Kwyjibo-Erzabbaugebiets in Québec.

## Kulturelle Bezüge
Im Kontext des Episodenthemas wurde auf diverse kulturhistorische Werke Bezug genommen. So stehen beispielsweise im Regal von Barts neuer Schule die Bücher Plato, Puskin, Wana by Emile Zola, Crime & Punishment, Shakespeare I–XV, Dante's Inferno, Moby Dick, Ilias by Homer, Odyssey by Homer, Balzak und weitere Bücher wie Mechanics, Wife of Leonardo, Babylonian Myths, Design of Computers und Astrophysics.
Im Kunstsaal der Hochbegabtenschule ist Der Winter, das vierte Violinkonzert von Antonio Vivaldis Komposition Die vier Jahreszeiten, zu hören. In einer Szene sagt der Schüler Ian, dass nach Sigmund Freud das Unterbewusstsein von Kindheitserinnerungen geprägt wird. Der Schach-Spieler Anatoli Jewgenjewitsch Karpow ist auf dem Schulkoffer eines der hochbegabten Kinder abgebildet. Die Simpsons besuchen auch die in der Folge von einem Charakter namens „Boris Csupowski“, der eine Referenz an den Zeichner Gábor Csupó darstellt, dirigierte Oper Carmen von Georges Bizet, bei deren Vorführung Bart die Arie Toreador parodiert. Homer erwähnt, dass Marge sich einen Film von einem schwedischen „Heini“ gekauft hätte, womit Ingmar Bergman gemeint ist. Der Psychologe vergleicht Barts Arbeit mit den Studien Jane Goodalls über Schimpansen. Die Episode beinhaltet weiterhin mehrere Referenzen an Albert Einstein: An einer Stelle baut Maggie einen Bauklotz-Turm, der den Schriftzug „EMCSQU“ („SQU“ ist hier eine Abkürzung für das Wort „square“, was auf Deutsch „Quadrat“ bedeutet), was die wohl bekannteste Formel aus Einsteins Relativitätstheorie, {\displaystyle E=mc^{2}}, darstellt. Auch ist ein Bildnis von Einstein im Büro des Psychologen zu sehen. An einer anderen Stelle bezeichnet Homer direkt Einstein fälschlicherweise als den Erfinder der Glühlampe.